# 韓国進歩連帯
韓国進歩連帯（かんこく しんぽ れんたい）は、旧統合進歩党を支持する人々が主軸の民衆党系列団体。北朝鮮の主張と一致するため、韓国統一部(省)に言動が批判されている。略称は進歩連帯。

## 概要
2007年1月9日に準備委員会が、9月16日に出帆式が行われて発足した。進歩陣営の全国的な単一連合体は、1991年に結成された民主主義民族統一全国連合（全国連合）以来16年ぶりである。
全国農民会総連盟（全農）、全国貧民連合（全貧連）、全国女性連帯、韓国青年団体協議会（韓青）などの分野別社会運動団体や民主労働党などの政党、南北共同宣言実践連帯、韓国大学総学生会連合（韓総連）
、汎民連南側本部などの親北団体や地方団体など全37団体が加盟している。同連帯は、甲午農民戦争以来の民衆運動と、民主統一民衆運動連合（民統連）－全国民族民主運動連合（全民連）－全国連合－統一連帯・民衆連帯へと連なる進歩陣営の単一連合体の歴史と伝統を受け継いでいることを鮮明にしている。
2008年5月、米国産牛肉輸入再開問題に端を発した蝋燭デモでは、積極的にデモを後押しする立場を採っていた
。
2018年1月に「大学生ネズミ捕り特攻隊　明博イン・ザ・トラップ」という名称で李明博（元大統領の逮捕を要求するデモを行った。
同月3日には国防部前で国軍機務司令部の解散を要求するデモを行った。同月4日にはキム・ジェヨン元統合進歩党議員の講演で共に北朝鮮を賛美した。2018年8月には脱北者として北朝鮮に狙われている朴相学と太永浩を批判する朴相学・太永浩逮捕決死隊監獄行きというデモを行った。脱北者で北朝鮮の民主化を目指してる「北韓民主化委員会」のホ・グァンイル委員長は「南北関係改善ムードに便乗し、北朝鮮政権と同じ主張をして脱北者を脅し、黙らせようとしているのだろう。」「彼らが望む平和と統一とは何なのか問い糺したい」と朝鮮日報のインタビューで批判している。